# Вагнер, Пауль
Пауль (Поль) Вагнер (нем. Paul Wagner; 7 марта 1843, Либенау — 25 августа 1930, Дармштадт) — немецкий агрохимик, иностранный член Французской академии наук.

## Биография
Пауль Вагнер родился 7 марта 1843 года в Либенау в семье аптекаря и мэра Мёльна Фридриха Генриха Вагнера (1810—1890); брат педагога Георга Вагнера (1844—1921).
Изучал химию и фармацию в Университете Эрлангена и работал в лаборатории сельскохозяйственной химии Гёттингенского университета с 1867 по 1872 год. Здесь он руководил стажировкой студентов-агрономов и занимался вопросами питания растений. В 1869 году он получил докторскую степень в Гёттингене, защитив диссертацию по вегетационным экспериментам по азотному питанию растений, а в 1871 году получил степень Venia Legendi по агрохимии, защитив диссертацию по теме «Поведение фосфорной кислоты в почве». 
С 1872 по 1923 год Вагнер был директором Дармштадтской сельскохозяйственной опытной станции (нем. Landwirtschaftliche Versuchsstation Darmstadt), которая под его руководством превратилась в ведущее научно-исследовательское учреждение Германии в области агрохимии.
Вагнер создал новые химические методы оценки удобрений и разработал вегетационный метод почвенных культур. Особенно детально им были изучены как теоретически, так и практически вопросы связанные с азотистыми удобрениями. Результаты работ Вагнера изложены им многочисленных научных трудах.
Пауль Вагнер умер 7 марта 1843 года в Дармштадте.
Вагнер был женат на дочери немецкого юриста и писателя Вильгельма Франца Франке; в этом браке родилась дочь Эльза (1875—1931), будущая жена теолога Эмиля Фукса.